# Rhombophryne coronata
Espèce
Synonymes
- Plethodontohyla coronata Vences & Glaw, 2003

Statut de conservation UICN

 LC  : Préoccupation mineure
Rhombophryne coronata est une espèce d'amphibiens de la famille des Microhylidae.

## Répartition

Aire de répartition de Rhombophryne coronata.

Cette espèce est endémique de Madagascar. Son aire de répartition concerne l'Est de l'île, du parc national de Zahamena jusqu'au massif d'Andringitra. Elle est présente entre 900 et 1 400 m d'altitude,.

## Description
Rhombophryne coronata mesure entre 21 et 23 mm. Son dos est brun clair. Sa tête présente une marque en forme de sablier. Son ventre est crème marbré de sombre surtout au niveau de la gorge.

## Étymologie
Son nom d'espèce, coronata dérivé de l'adjectif latin coronatus signifiant « couronné », lui a été donné en référence aux excroissances supra-oculaires que présente cette espèce et qui ressemblent à des couronnes.

## Publication originale
- Vences & Glaw, 2003 : New microhylid frog (Plethodontohyla) with a supraocular crest from Madagascar. Copeia, vol. 2003, no 4, p. 789-793 (texte intégral).